# 대전광역시의 성 목록
다음은 대전광역시에 있는 성들의 목록이다.
| 성 이름    | 주소                                       | 종류        | 둘레 | 축성 시기 | 비고                                          |
| ---------- | ------------------------------------------ | ----------- | ---- | --------- | --------------------------------------------- |
| 질현성     | 대전광역시 대덕구 비래동 산 31-1           | 테뫼식 석성 | 800m | 백제      | 대전광역시 기념물 8호                         |
| 연축동산성 | 대전광역시 대덕구 읍내동 산 19-1           | 테뫼식 토성 | 580m | 백제      | 대전광역시 기념물 9호                         |
| 이현동산성 | 대전광역시 대덕구 이현동 산 38             | 테뫼식 석성 | 300m | 백제      | 대전광역시 기념물 31호                        |
| 계족산성   | 대전광역시 대덕구 장동 산 85               | 테뫼식 석성 | 588m | 백제      | 사적 355호                                    |
| 장동산성   | 대전광역시 대덕구 장동 산 75, 산 59-1 일대 | 테뫼식 석성 | 280m | 백제      | 비지정 문화재                                 |
| 능성       | 대전광역시 동구 가양동 산1-1               | 테뫼식 산성 | 300m | 백제      | 대전광역시 기념물 11호                        |
| 마산동산성 | 대전광역시 동구 마산동                     | 테뫼식 석성 | 220m | 백제      | 대전광역시 기념물 30호                        |
| 계현산성   | 대전광역시 동구 삼괴동 산 3-1              | 산봉형 석성 | 262m | 백제      | 대전광역시 기념물 24호                        |
| 백골산성   | 대전광역시 동구 신하동 산 13               | 석성        | 400m | 백제      | 대전광역시 기념물 22호                        |
| 갈현성     | 대전광역시 동구 용운동 산 9                | 테뫼식 석성 | 250m | 백제      | 대전광역시 기념물 12호                        |
| 소호동산성 | 대전광역시 동구 이사동 산 18               | 테뫼식 석성 | 350m | 백제      | 대전광역시 기념물 25호 "비파산성"으로도 불림. |
| 고봉산성   | 대전광역시 동구 주산동 산 19-1             | 테뫼식 석성 | 250m | 백제      | 대전광역시 기념물 21호                        |
| 성치산성   | 대전광역시 동구 직동 산4                   |             | 160m | 백제      | 대전광역시 기념물 29호                        |
| 노고산성   | 대전광역시 동구 직동 산43                  | 테뫼식 석성 | 300m | 백제      | 대전광역시 기념물 19호                        |
| 삼정동산성 | 대전광역시 동구 판암동 산1                 | 테뫼식 석성 | 350m | 백제      | 대전광역시 기념물 17호                        |
| 견두산성   | 대전광역시 동구 효평동 산 83               | 테뫼식 석성 | 280m | 백제      | 대전광역시 기념물 20호                        |
| 흑석동산성 | 대전광역시 서구 봉곡동 산 26-1             | 테뫼식 석성 | 540m | 백제      | 대전광역시 기념물 15호                        |
| 유성산성   | 대전광역시 서구 월평동 산 12-2             | 석성        | 710m | 백제      | 대전광역시 기념물 7호                         |
| 구성동산성 | 대전광역시 유성구 구성동 산 4-3            | 마안형 토성 | 460m | 백제      | 대전광역시 기념물 6호                         |
| 적오산성   | 대전광역시 유성구 덕진동 산 19-1           | 테뫼식 석성 | 730m | 백제      | 대전광역시 기념물 13호                        |
| 성북동산성 | 대전광역시 유성구 성북동 산 20-5           | 테뫼식 석성 | 450m | 백제      | 대전광역시 기념물 18호                        |
| 소문성     | 대전광역시 유성구 신동 산 13               | 테뫼식 석성 | 350m | 백제      | 대전광역시 기념물 23호                        |
| 안산동산성 | 대전광역시 유성구 안산동 산 40-42          | 테뫼식 석성 | 500m | 백제      | 대전광역시 기념물 16호                        |
| 보문산성   | 대전광역시 중구 대사동 산 3-45             | 테뫼식 석성 | 280m | 백제      | 대전광역시 기념물 10호                        |
| 사정성     | 대전광역시 중구 사정동 산62                | 테뫼식 석성 | 350m | 백제      | 대전광역시 기념물 14호                        |